# Logograf
 Ovo je glavno značenje pojma Logograf. Za druga značenja pogledajte Logograf (razdvojba).
Logograf (starogrčki λογογράφος: λόγος, logos - riječ, priča + γράφω, grapho - pisati) je u antičkoj Grčkoj povjesničar, kroničar i prozni pisac, onaj koji piše o prošlim događajima i legendama. Logografi se smatraju začetnicima historiografije. Većina logografa je iz Jonije. Herodot se smatra ocem historiografije, a logografi se o odnosu na to dolaze li prije ili nakon njega dijele na mlađe i starije. Logograf je također naziv za profesionalnog sastavljača sudbenih ugovora u staroj Ateni.

## Popis logografa

### Stariji
- Akusilaj iz Arga
- Dionizije iz Mileta
- Eutimen iz Masilije
- Hanon iz Kartage (grčki prijevod feničkog izvornika)
- Haron iz Lampsaka
- Hekatej iz Mileta
- Ferekid iz Atine
- Kadmo iz Mileta
- Piteja iz Masilije
- Skilaks iz Kariande

### Mlađi
- Anaksimandar Mlađi iz Mileta
- Antidor iz Kime
- Antioh iz Sirakuze
- Damast iz Sigeja (Troada)
- Fileja iz Atene
- Glauko iz Regija
- Helanik s Lezba
- Hipis iz Regija
- Ksanto iz Lidije (Sarda)
- Ksenomed s Keja
- Menekrit sa Ksanta u Likiji
- Mires
- Simonid Mlađi s Keja

### Nepoznati
Postoji čitavi niz logografa o kojima se ne zna ništa izvan njihova imena:
- Dejoh iz Prokonesa
- Demokle iz Pigele
- Eudem s Para
- Eugeon sa Sama
- Melesagora iz Halkedona

### Tumači mitova
Iz kronološke podjele se uobičajeno izdvjajaju u zasebnu cjelinu logografski povjesničari koji su se eksplicitno bavili mitovima, tumačeći ih na alegorijski i racionalistički način:
- Herodor iz Herakleje na Pontu
- Metrodor Stariji iz Lampsaka
- Stesimbrot s Tasa
- Teagen iz Regija